# Joseph (Oregon)
Pour les articles homonymes, voir Joseph.
Joseph est une ville de l'État d'Oregon (États-Unis).
En 1880, le lieu se nommait Chef Joseph en raison du rôle de cette personnalité dirigeante de la Nation amérindienne des Nez-Percés qui vivait à cet endroit.
Le Bureau du recensement des États-Unis indique une superficie de 2,2 km² pour la commune et une population de 1054 habitants. 
La ville de Joseph s'élève à 1276 mètres d'altitude.

## Personnalités nées à Joseph
- Margaret Osborne duPont, joueuse de tennis et championne 37 fois du Grand Chelem et 25 fois des US Open de tennis.